# Famille de Labriffe
La famille de Labriffe (olim de La Briffe) est une famille subsistante de la noblesse française, originaire de Labrihe, en Fezensaguet (Armagnac).
Famille de parlementaires sous l'Ancien Régime, elle a été illustrée par Arnaud de Labriffe, parlementaire et intendant, ainsi que par Pierre Arnauld de La Briffe, officier et député au XIXe siècle.

## Histoire
Gustave Chaix d'Est-Ange rapporte que Jean de La Briffe, le premier membre auquel remonte la filiation de cette famille, est avocat au parlement (1636), président trésorier de France au bureau des finances de Montpellier (1638), receveur du clergé (1640), secrétaire du roi (1642). Il ajoute qu'il s'enrichit dans les affaires (maltotier). 
Cet auteur ajoute qu'au siècle suivant cette famille a demandé plusieurs fois à obtenir les honneurs de la Cour sous le règne du roi Louis XV qui s'y est toujours opposé, mais que son successeur le roi Louis XVI accéda à cette demande le 23 mars 1789 malgré l'avis défavorable de Chérin. Il cite le rapport qu'a rédigé Bernard Chérin en 1773 sur cette famille qui écrit qu'elle est connue depuis 1560 et s'est agrégée à la noblesse par la charge de président trésorier de France à Montpellier en 1638,. Chérin ajoute : « On ne voit nuls vestiges des prétentions de la famille de La Briffe à l'ancienne noblesse avant 1724. Elles étaient bornées jusqu'alors à reconnaître pour son premier auteur Jean de La Briffe, pourvu en 1638 d'une charge de président trésorier de France à Montpellier, mort en 1663 ». 
Arnaud de Labriffe est maître des requêtes, président au Grand-Conseil, procureur général au parlement de Paris, intendant de la généralité de Rouen puis de la généralité de Besançon.
La famille de Labriffe a été admise à l'Association d'entraide de la noblesse française en 1951.

## Personnalités
- Arnaud de Labriffe (1646-1700), parlementaire, intendant ;
- Anne-Catherine de Labriffe (1679-1701), fille du précédent, comtesse de Meslay par son mariage ;
- Marguerite de Labriffe (1680-1732), sœur de la précédente, elle épouse Louis Bossuet neveu de Jacques-Bénigne Bossuet ;
- Marguerite-Henriette de Labriffe (v. 1695-1724), sœur de la précédente, comtesse de Selles par son mariage ;
- Pierre Arnauld de La Briffe (1772-1839), petit-neveu des précédentes, officier, député, chevalier de Saint-Louis.
- Solange d'Ayen (née Solange Marie Christine Louise de Labriffe) (1898–1976), fille de Camille de Labriffe ; journaliste, duchesse d'Ayen par son mariage, épouse de Jean Maurice Paul Jules de Noailles[4],[5].

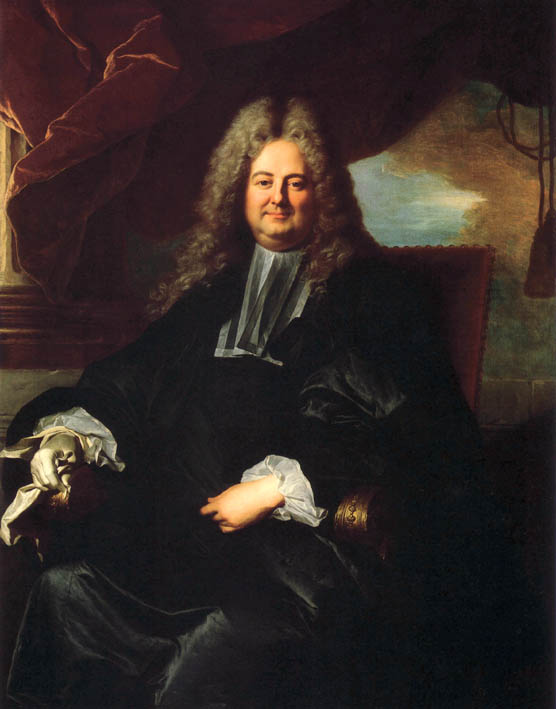
Arnaud II de Labriffe
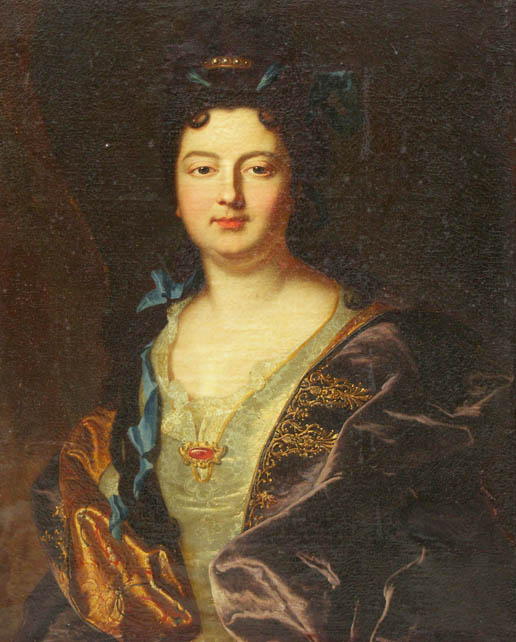
Anne-Catherine de Labriffe
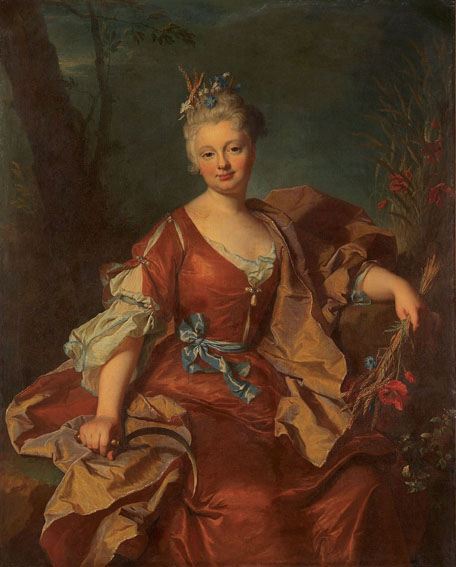
Marguerite-Henriette de Labriffe

## Titres
- Marquis de Ferrières (édit royal de 1692) dit de La Briffe et de La Briffe de Ponsan (titre de courtoisie)
- Comte de La Briffe et de l'Empire (16 octobre 1810), d'Amilly et de La Briffe (titre cadet).
- Vicomte d'Amilly, de Brazy et de La Briffe.
- Baron d'Arcis-sur-Aube.
- Seigneur d'Amilly, de Marsac, de Passy, de Ponssin, de Ribeyrie, de Rivière, de Roche-fort, de Saint-Brice, etc.

### Armoiries
| Image | |
| ----- | --- |
|       | Armes modernes D'argent à un lion de gueules ; à la bordure d'argent chargée de six merlettes de sable. |
|       | Armes d'Arnaud de Labriffe Écartelé : au 1, d'argent à la fasce de gueules chargée de trois roses d'or, accompagnée de trois têtes de Maure de sable tortillées d'argent ; au 2, d'argent au lion de gueules, à la bordure aussi d'argent chargée de huit tourteaux de gueules surchargés chacun d'une étoile d'or ; au 3, d'argent au lion de gueules, à la bordure aussi d'argent chargée de six corneilles de sable membrées et becquées de gueules ; au 4, d'argent au lion de sable accompagné de trois maillets de gueules. |

## Filiation
Ci-dessous, la généalogie de cette famille :
- -     - Jean de Labriffe, sgr de Roquefort (1590-1663) ∞ (1645) Anne de Masparault (1625-?)
      - Arnaud de Labriffe, marquis de Ferrières-en-Brie (1649-1700) ∞ (1675) Marthe Potier de Novion (?-1686)
        - Marguerite de Labriffe (1680-1732) ∞ (1700) Louis Bossuet (1663-1742)
        - Anne-Catherine de Labriffe (1679-1701) ∞ (1696) Jean-Baptiste Rouillé de Meslay, comte de Meslay (1656-1715)
        - Pierre-Arnaud de Labriffe, marquis de Ferrières-en-Brie (1678-1740) ∞ (1703) Françoise Brunet (1681-1747)
          - Louis-Arnauld de Labriffe, marquis de Ferrières-en-Brie (1703-1752) ∞ (1736) Marie Thoynard (1736-1766)
            - Arnaud de Labriffe, marquis Ferrières-en-Brie (1744-1776) ∞ (1770) Catherine de Laverdy (1753-1822) (dont descendance) puis marié à Félicité de Bernage (1758-1805)
              - Pierre-Arnauld de Labriffe, marquis de Ferrières-en-Brie (1772-1839) ∞ (1814) Joséphine de Canclaux (1785-1849)
                - Camille-Pierre de Labriffe, marquis de Ferrières-en-Brie (1818-1861) ∞ (1848) Agathe Pandin de Narcillac (1829-1889)
                  -  Louise de Labriffe (1849-1924) ∞ (1869) Bertrand de Langle (1839-1889)
                  - Arnaud-Christian de Labriffe, marquis de Ferrières-en-Brie (1852-1928) ∞ (1881) Henriette d'Estampes (1856-1934)
                    - Pierre-Arnaud de Labriffe, marquis de Ferrières-en-Brie (1884-1963) ∞ (1914) Gabrielle de Grammont (1892-1985)
                      - Françoise de Labriffe (1915 - 1986) ∞ (1937) Guy Jousseaume de La Bretesche (1905-1982)
                      -  Arnaud de Labriffe, marquis de Labriffe (1918-1998) ∞ Vivianne Monnier (1923-2019)
                        - Christian de Labriffe, marquis de Ferrières-en-Brie (1947-) ∞ Hermine de Mieulle d'Estornez d'Angosse (1951-2017)
                          - descendance masculine

                        - descendance masculine

                      - Bertrand de Labriffe (1920-1994)
                      - Yolande de Labriffe (1923-2012) ∞ (1947) Hélie d'Ussel (1914-2017)
                      - Antoine de Labriffe, comte de Labriffe (1926-1995) ∞ Anne de Lacretelle (1934-)
                        - descendance masculine

                    - Geneviève de Labriffe (1885-1968) ∞ (1909) Philippe de Sainte-Marie d'Agneaux (1876-1943)
                    - Marie-Thérèse de Labriffe (1887-1973) ∞ (1919) Antoine Imbert de Balorre, comte de Balorre (1883-1956)

                  - Joséphine de Labriffe (1853-1887) ∞ (1880) Jean des Monstiers-Mérinville, marquis de Mérinville (1847-1919)
                  - Camille de Labriffe (1859-1930) ∞ (1890) Anne-Marie de Vassart d'Hozier (1867-1949)
                    - Marie de Labriffe (1893-1985) ∞ (1920) François Reille-Soult de Dalmatie, alias duc de Dalmatie (1891-1971)
                    - Solange de Labriffe (1898-1976) ∞ (1919) Jean de Noailles, duc d'Ayen (1893-1945)

                  - Suzanne de Labriffe (1860 - 1942) ∞ (1885) Henri de Froidefond de Florian (1858-1928)

              - Antoinette de Labriffe (?-1823) ∞ (1797) Charles Pandin de Narcillac, baron de Narcillac (1768-1822)
              - Élisabeth de Labriffe (1773-1837) ∞ (1796) Paul de Seguins-Pazzis d'Aubignan (1760-1849)

          - Marie de Labriffe (1706-?) ∞ (1732) Claude de Roux-Déagent, comte de Morges

      - Arnauld de Labriffe, marquis de Ferrières-en-Brie (1649-1700) ∞ (1691) Bonne de Barillon d'Amoncourt (1667-1733)
        - Marguerite-Henriette de Labriffe (1695-1724) ∞ (1712) Cardin Le Bret de Flacourt, comte de Selles
        - Branche puînée de Labriffe d'Amilly

### Branche de Labriffe d'Amilly
- Arnaud de Labriffe d'Amilly (1699-1777) X∞ (1719) Marie Charlotte Quentin de Richebourg (1698-1763)
  - Charles-Arnaud de Labriffe d'Amilly, comte d'Amilly (1720-?)
  - Antoine-Henri de Labriffe d'Amilly (1724-1770) ∞ Julienne-Marie Le Prestre de Châteaugiron (1738-?)
    - Arnaud-Paul de Labriffe d'Amilly, comte d'Amilly (1765-1796) ∞ (1789) Anne-Françoise Le Tonnelier de Breteuil (?-1800)
    - Henri-Bonaventure de Labriffe d'Amilly, comte d'Amilly (1765-1800)
    - Charlotte-Julie de Labriffe d'Amilly (1769-1836) ∞ (1785) François-Louis des Monstiers-Mérinville, marquis de Mérinville (1760-1834)

  - Marie-Charlotte de Labriffe d'Amilly X (1764) René Le Prestre de Châteaugiron, marquis d'Espinay (1720-1792)

## Alliances
Cette famille s'est alliée aux familles : de Masparault (1645), Potier de Novion (1675), de Barillon d'Amoncourt (1691), Rouillé du Meslay (1696), Bossuet (1700), Brunet (1703), Le Bret de Flacourt (1712), de Roux-Déagent (1732), Thoynard (1736), de Laverdy (1770), de Seguins-Pazzis d'Aubignan (1796), Pandin de Narcillac (1797, 1818), de Canclaux (1814), de Langle (1869), de Monstiers-Mérinville (1880), d'Estampes (1881), de Vassart d'Hozier (1890), de Sainte-Marie d'Agneaux (1909), de Grammont (1914), Imbert de Balorre (1919), de Noailles (1919), Reille-Soult de Dalmatie (1920), Jousseaume de La Bretesche (1937), d'Ussel (1947), de Froidefond de Florian (1985), Bastard, de Bernaye, de Lacretelle, de Mieulle d'Estornez d'Angosse, Monnier, de Pérès, de Roquette-Buisson, etc.

### Branche de Labriffe d'Amilly
Quentin de Richebourg (1719), Le Preste de Châteaugiron (1764), de Monstiers-Mérinville (1785), Le Tonnelier de Breteuil (1789)...